# Ахалі-Атоні

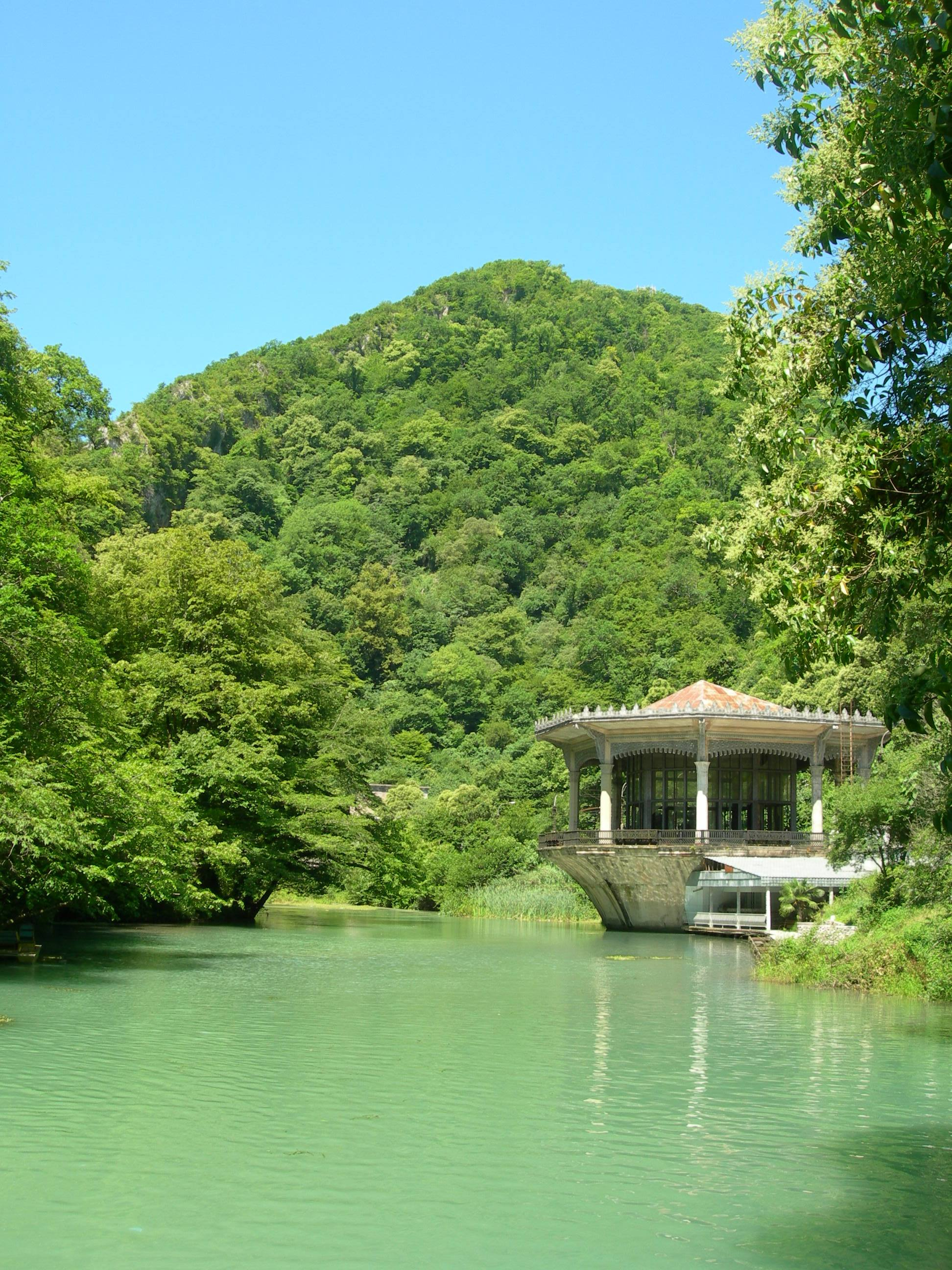
Павільйон залізнична станція «Псирцха»

Ахалі-Атоні, Афон-Ц'иц. Новий Афон (абх. Афон Ҿыц, Afon Tshyts, груз. ახალი ათონი, Akhali Atoni, Novyy Afon, грец. Νέος Άθως, Neos Athos) — кліматичний приморський передгірний курорт субтропічної зони Абхазії. 
Розташований на Чорноморському узбережжі, за 18 км від Сухумі, на висоті 50—800 м над р. м. 
Пересічна річна т-ра +14,8°. 
Морські купання. Купальний сезон — з травня до жовтня.
Показання: хвороби органів дихання нетуберкульозного характеру, деякі захворювання нервової й серцево-судинної систем та ін. 
Ранні назви — Псирцха, Анакопія. 
У Новому Афоні є безліч визначних пам'яток, пам'яток природи й історії: 
- Новоафонський монастир і монастирський комплекс
- Грот і храм апостола Симона Кананіта в ущелині річки Псирцхі
- На вершині Іверської гори — руїни древнього храму й Анакопійської фортеці (цитаделі)
- Під Іверською горою й у околицях Нового Афона є низка карстових печер, зокрема відкрита у 1961 Новоафонська печера
- Приморський парк і системи ставків, що живляться водами річки Псирцхі (відоме озеро з лебедями)
- Водоспад і електростанція, побудована у 1902 р.
- Генуезька вежа — фрагмент укріплень Анакопії XI—XIII століть
- Покровська церква

## Історія
Місто має давню історію. Перші згадування про нього III сторіччя — на той час Анакопія була найбільшим торговельним пунктом. Розкопки показують високий рівень матеріальної культури жителів Анакопії.
У V столітті абхази побудували на Іверській горі Іверську фортецю.
Наприкінці VIII століття абхазький володар Леон II, скориставшись внутрішніми заворушеннями в Візантії, оголосив себе незалежним абхазьким царем. При ньому Анакопія стала столицею абхазького царства і була нею до перенесення царської резиденції до міста Кутаїсі.
На території Нового Афона існувала генуезька колонія Нікопсія.
У 1874 році в Псирцху прибутли російські ченці з Пантелеймоновського монастиря Старого Афона в Греції, які у 1875 біля підніжжя Афонської гори заснували Ново-Афонський Симоно-Канонітский монастир.
Під час російсько-турецької війни 1877-78 років будівництво монастиря було припинено; завершено будівництво у 1879 році.
У 1880 році ченці побудували виноробний завод.
У 1888 році монастир відвідав Олександр III. За для вшанування цієї події, на місці зустрічі царя з настоятелем монастиря, ченці побудували каплицю і розбили Царську алею.
У 1890-х роках Новий Афон перетворився на найбільший релігійний центр на чорноморському узбережжі Кавказа.
У 1924 році уряд Радянської Абхазії закрило Ново-Афонский монастир тому, що ченці протидіяли новій владі.